# 新町 (前橋市)
新町（しんまち）は、群馬県前橋市の旧町名である。
1966年（昭和41年）の住居表示の実施により、三河町二丁目、朝日町一丁目、朝日町二丁目の各一部となった。

## 地理
前橋市の中部に位置していた。

## 歴史
かつての群馬郡前橋天川新町が1876年（明治9年）に合併してできた地名である。

### 年表
- 1889年 - 新町を含む30町11大字を合併し東群馬郡前橋町が成立したため、前橋町の町名となる。
- 1892年 - 東群馬郡前橋町が市制施行して前橋市となる。その際に前橋市の町名となる。
- 1923年 - 前橋北部耕地整理事業により天川町字新町裏の一部を編入。
- 1966年 - 住居表示の実施に伴う町名変更により、北部および東部が西端のごく一部の区域が三河町二丁目、西部が朝日町一丁目、東部が朝日町二丁目の各一部となり消滅。